# Лиува-Плейнс (национальный парк)
Национальный парк «Лиува-Плейнс» (англ. Liuwa Plain National Park) — национальный парк площадью 3369 квадратных километров (1301 кв. миль) в Западной провинции Замбии. «Лиува» означает «равнина» на местном языке лиува, диалекте языка лози, и равнины изначально служили охотничьими угодьями для Лубоси Леваники, литунга (короля или верховного вождя) народа лози. Район был объявлен охраняемой территорией Лубоси Леваника в начале 1880-х годов и национальным парком в 1972 году, когда правительство Замбии взяло управление на себя. Некоммерческая природоохранная организация African Parks управляет парком Лиува в партнерстве с Департаментом национальных парков и дикой природы и Королевским учреждением Баротсе с 2003 года.
Пастбища парка поддерживают множество крупных млекопитающих, включая десятки тысяч голубых гну, чья ежегодная миграция является второй по величине в Африке. Часто встречающиеся крупные хищники включают гепарда, пятнистую гиену и льва, самым известным из которых была самка по имени Леди Лиува, которая стала героем документального фильма National Geographic («Последняя львица») до того, как она умерла от естественных причин в 2017 году. Леди Лиува была единственным оставшимся львом в этом районе после многих лет чрезмерной охоты, до того как African Parks взяли на себя управление и ввели дополнительных львов, чтобы поощрить восстановление прайда. В Лиуве, которая до недавнего времени испытывала ограниченный туризм, было зарегистрировано более 300 видов птиц. С тех пор популяции животных стабилизировались, несмотря на сокращение и локальное вымирание в 1990-х-2000-х годах.

## История
До того, как был создан национальный парк, эта территория служила охотничьими угодьями для Лубоси Леваники (1842–1916), который был Литунгой (королем или верховным вождем) народа лози в Баротселенде в период с 1878 по 1916 год. Лубоси Леваника обозначил равнину Лиува как охраняемую территорию в начале 1880-х годов.
Статус национального парка был предоставлен в 1972 году, и правительство Замбии взяло управление на себя. Несмотря на получение такого статуса, возросшее давление человека привело к росту браконьерства в парке. African Parks управляет парком в партнерстве с Департаментом национальных парков и дикой природы (DNPW) и Королевским учреждением Баротсе (BRE) с 2003 года. Сообщается, что местный интерес к сохранению парка и его дикой природы впоследствии возрос, поскольку управление улучшилось, а связь района с Литунгой была восстановлена.

## Флора и фауна
Равнина Лиува находится в пойме реки Баротсе и ограничена рекой Луамбимба на севере и рекой Луангинга на юге. Парк в основном состоит из лугов, которые имеют размеры приблизительно 72 на 32 км (45 на 20 миль), разбросанных пальмами Рафия и лесами. Зарегистрированные виды трав включают Echinochloa stagnina и Vossia cuspidata, которые важны для травоядных животных, а также Baikiaea plurijuga, Guibourtia coleosperma, Peltophorum africanum, Terminalia sericea и различные виды Hyphaene.

### Млекопитающие
В Лиуве обитает множество млекопитающих, включая буйволов, обыкновенных антилоп канна, обыкновенных антилоп цесебе, ориби, рыжих личи, редунков, лошадиных антилоп и мигрирующих голубых гну, которые собираются десятками тысяч. Миграция гну в Лиуве является второй по величине в Африке.
Исследование, проведенное в 1991 году, зафиксировало оценки популяции в 30 000 голубых гну, 800 цесебе, 1000 зебр и 10 000 других крупных млекопитающих, включая буйволов, антилоп канна, ориби, рыжих личи, редунков и ситатунгу. Последующие исследования показали значительное сокращение популяции с возможным искоренением буйволов, антилоп канна, коровьих бубалов Лихтенштейна и лошадиных антилоп. Однако улучшение мер защиты с 2003 года стабилизировало популяцию. Канна и буйволы были вновь завезены, а популяция зебр увеличилась до более чем 4000 особей.
Хищники включают гепарда, леопарда, льва, африканскую дикую собаку и пятнистую гиену. По данным некоммерческой природоохранной организации African Parks, все львы парка, кроме одного, были уничтожены в 1990-х годах из-за браконьерства и трофейной охоты. Одинокая львица Лювы, известная как Леди Люва, впервые появилась в парке в 2002 году. С тех пор организация возглавила интродукцию нескольких дополнительных львов для восстановления племенного прайда в Лиуве, где по состоянию на 2022 год обитает 16 львов. С 2005 года охраняемая территория считается подразделением по сохранению львов.
Для восстановления вида в парке в конце 2021 года сюда были перемещены 11 африканских диких собак (восемь самцов из Южной Африки и три самки из национального парка Кафуэ. Животных держали в разделенном отсеке бома для сближения, после чего их выпустили в апреле 2022 года, и они сразу же начали перемещаться как стая.
Более мелкие всеядные в Лиуве включают полосатого мангуста и полосатого шакала.

#### Леди Лиува и популяция львов в парке
Леди Лиува была самым известным жителем парка и стала объектом документального фильма National Geographic, выпущенного в 2010 году. Согласно фольклору, львица была реинкарнацией Мамбети, члена племени лози, которая жила и умерла в парке, и бабушкой нескольких сотрудников, которые всё ещё работали в парке по состоянию на 2016 год. Впервые о присутствии леди Лиувы в парке сообщалось в 2002 году, и, как говорят, она часто посещала леса, где была похоронена Мамбети.
В 2008 году, после того как ни один лев не вернулся в парк естественным путем, African Parks попытались ввести самца льва, но он умер во время переселения. Два других самца были повторно введены в 2009 году. Сообщается, что оба они спаривались с леди Лиувой, но она оказалась бесплодной. Два льва-самца покинули Лиуву и направились в Анголу; один был убит местными жителями, а другой, Накава, вернулся в парк самостоятельно. Две львицы были переселены из Национального парка Кафуэ в Лиуву в 2011 году; одна из них была убита в ловушке в 2012 году, а другую, Сепо, пришлось вернуть в Лиуву после миграции из этой области. Сепо поймали, доставили обратно на вертолёте и поместили в бому с леди Лиувой. Пара подружилась и была освобождена через два месяца. После спаривания с Накавой, Сепо родила одного детеныша-самца и двух детенышей-самок в декабре 2013 года. Накава позже умер, возможно, от отравления. Неопознанный лев был замечен в парке в 2015 году.
В сентябре 2016 года совместный проект между African Parks, Mushingashi Conservancy, Zambia Carnivore Programme и Департаментом национальных парков и дикой природы Замбии (DPNW) представил ещё одного самца льва на равнине Лиува из национального парка Кафуэ. Лев был связан с другим львом в боме в течение двух месяцев, а затем был выпущен.
Леди Лиува умерла естественной смертью 9 августа 2017 года.

### Птицы и рептилии
В Лиуве зарегистрировано 334 вида птиц, в том числе различные виды хищных птиц, дроф, журавлей (включая серых венценосных журавлей и находящихся под угрозой исчезновения журавлей-серёжек), пеликанов, тиркушек и аистов. Среди хищных птиц встречаются змеешейка, большая пустельга, боевой орёл, пальмовый гриф и филин-рыболов, а также африканский орлан-крикун. Среди зарегистрированных водоплавающих птиц — марабу, аист-разиня, седлоклювый и желтоклювый аисты, а также кузнечный чибис, белые цапли (включая аспидную цаплю), серая цапля, карликовые гуси, шпорцевый гусь и трёхполосый зуёк. Также здесь обитают чернокрылая тиркушка, дрофа Денхэма, длиннохвостая вдовушка, розовоклювый жаворонок, розовогорлый длиннокогот, птица-секретарь, острохвостый скворец, болотный бубу, белобрюхая дрофа и белощекая щурка, а также жаворонки-щелкуны.
Национальный парк Лиува-Плейнс также является средой обитания для различных видов змей.

## Туризм
До недавнего времени туризм в парке был ограничен, в 2000 году Луиву посетило всего 50 туристов, а в 2014 году, как сообщается, посетило менее 800 человек. African Parks и Norman Carr Safaris открыли роскошный домик и вертолетную службу, чтобы сделать парк более доступным для туристов. Сафари-компания сотрудничала с African Parks для финансирования домика стоимостью 1,6 миллиона долларов США. King Lewanika Lodge, названный в честь бывшего Литунга, может разместить пятнадцать гостей и включает в себя шесть вилл, одна из которых имеет две спальни. В 2016 году Proflight объявила о планах регулярных рейсов между Лусакой и Калабо, что ещё больше улучшит доступ к парку.